# Nissan Actic
A Actic foi um estudo de design desenvolvido pela Nissan na América do Norte, em La Jolla, Califórnia, e apresentado em 2004 North American International Auto Show. O veículo em si se parece vagamente como o pequeno Nissan Murano. Uma das suas características mais originais são as portas de correr, em vez das tradicionais portas dobradiças.